# 沖繩旅遊
沖繩旅遊株式會社（日语：沖縄ツーリスト株式会社，簡稱OTS），是位於日本沖繩縣的旅行社，以沖繩為主要營葉據點，成立於1958年，從美國統治琉球時期即開始經營旅行業務。目前集團下的相關店鋪和支行數量在沖繩地區有23處，日本本土13處，台北1處。其中包括以北海道和沖繩地區為據點的「OTS租車」（OTSレンタカー）部門。

## 相關公司
- Air Express株式會社（エアーエキスプレス株式会社、公司設於那覇市）
- Blue Ace地勤株式會社（ブルーエースグランドサービス株式会社、公司設於石垣市）
- 株式會社OTS服務經營研究所（株式会社OTSサービス経営研究所、公司設於那霸市）
- 北海道旅遊株式會社（北海道ツアーズ株式会社、公司設於札幌市）
- 株式會社Eco（株式会社エコ、公司設於那霸市）
- 大原旅行社有限公司（公司設於臺北市）

## 外部連結
- （日語） 官方網頁 （页面存档备份，存于）